# Partit de la Unió Nacional dels Estats Units
El Partit de la Unió Nacional va ser el nom amb què es va presentar el Partit Republicà dels Estats Units a les eleccions presidencials de 1864, que es van dur a terme als estats del Nord durant la Guerra Civil Americana.
Aquest nom temporal es va fer servir per atraure els "Demòcrates de Guerra" (l'escissió del Partit Demòcrata que donava suport a l'esforç bèl·lic de Lincoln) que no haurien votat pel Partit Republicà. Va presentar el president Abraham Lincoln i l'antic Demòcrata Andrew Johnson, que van guanyar per una gran majoria.

## Creació
El Partit de la Unió Nacional es va crear el maig de 1864 durant la Guerra Civil. Un grup de republicans radicals anti-Lincoln creien que Lincoln era incompetent i, per tant, no podia ser reelegit. Alguns republicans radicals van formar el Partit de la Democràcia Radical, i alguns cents de delegats es van reunir a Cleveland a partir del 31 de maig de 1864, nominant finalment John C. Frémont, que ja havia estat el primer candidat presidencial dels republicans durant les eleccions de 1856.

## Convenció de Baltimore
Els republicans lleials a Lincoln van crear un nom nou per al seu partit en una convenció a Baltimore, Maryland durant la primera setmana de juny de 1864, per complaure els Demòcrates de Guerra que donaven suport a la guerra i volien distingir-se dels Copperheads. Per aquesta raó es va seleccionar el Demòcrata de Guerra Andrew Johnson com a candidat a vicepresident; el vicepresident del moment, Hannibal Hamlin no va ser nominat. També esperaven remarcar amb el nou partit el caràcter nacional de la guerra.
El president temporal de la convenció, Robert J. Breckinridge de Kentucky, va explicar que podia donar suport a Lincoln en aquesta nova candidatura perquè:
Com a partit de la Unió et seguiré fins al final de la Terra, i fins a les portes de la Mort. Però com a partit Abolicionista, com a partit Republicà, com a partit Whig, com a partit Demòcrata, com a partit dels Know Nothing, no et seguiré ni un peu."

Les notícies de la seva nominació a la convenció de 1864 van provocar la famosa resposta de Lincoln el 9 de juny de 1864: 
| « | Estic molt agraït per la confiança renovada que se m'ha acordat, tant per la convenció com per la Lliga de la Unió Nacional. No sóc gens insensible als compliments personals que hi ha en això; però no em permeto de creure que em pugui apropiar de gaire més que una petita part com a compliments personals. La convenció i la nació, n'estic segur, estan mogudes per una visió més alta dels interessos del país per al present i per al gran futur, i la part de què em puc apropiar com a compliment només és la part que puc entendre que és l'opinió de la convenció i de la Lliga: que no sóc del tot indigne del lloc que he ocupat durant els últims tres anys. No m'he permès, senyors, de concloure que sóc el millor home del país; sinó que recordo, a propòsit d'aixo, la història d'un vell pagès holandès, que una vegada va comentar a un company que 'val més no canviar de cavall quan es travessen rieres'. | » |

L'agost de 1864, Lincoln va signar un compromís que, encara que perdés les eleccions, derrotaria igualment la Confederació amb un esforç militar extraordinari abans de deixar la Casa Blanca:
| « | Aquest matí, i ja fa alguns dies, sembla força probable que aquesta Administració no serà reelegida. Llavors serà el meu deure de cooperar amb el President electe, per salvar la Unió entre les eleccions i la presa de possessió; perquè haurà aconseguit la seva elecció basant-se en el fet que no la podria salvar després. | » |

Lincoln no va mostrar el compromís al seu gabinet, però els va demanar que signessin el sobre segellat.

## Canvi d'ànims
La situació de la guerra va canviar a mesura que s'acostaven les eleccions. L'última victòria del General Robert Lee va ser el 3 de juny de 1864 a Cold Harbor. Les tàctiques agressives del General de la Unió Ulysses S. Grant van començar a donar fruit aquell estiu. L'almirall David Farragut va aconseguir bloquejar la Badia de Mobile a la batalla del mateix nom entre el 3 i el 23 d'agost. Atlanta es va rendir l'u de setembre de 1864 al general William Tecumseh Sherman. L'ocupació de la ciutat va donar ànims als estats del nord i a la campanya de Lincoln.

## Retirada de Frémont
Frémont i els republicans radicals odiaven el seu antic aliat, el Director de Correus Montgomery Blair. Frémont, conscient que la seva candidatura podia tenir com a resultat la victòria dels Demòcrates, va fer un tracte per retirar-se de la cursa presidencial a canvi de la destitució de Blair. El 22 de setembre de 1864, Frémont va retirar-se. El 23 de setembre, Lincoln va demanar i obtenir la dimissió de Blair. La candidatura de la Unió Nacional va guanyar fàcilment les eleccions de 1864, derrotant la candidatura demòcrata del general George B. McClellan (a qui Lincoln havia rellevat anteriorment) i George H. Pendleton.

## Eleccions
A les eleccions al Congrés de 1864, el Partit de la Unió Nacional va obtenir 42 escons al Senat i 149 escons a la Cambra de Representants.

## Després de Lincoln
A la mort de Lincoln el 1865, Andrew Johnson va convertir-se en el segon i últim president de la Unió Nacional.
Després del trencament amb els Republicans al Congrés per les polítiques de reconstrucció, en Johnson va utilitzar el poder federal per rodejar-se de lleials, però no se'n va sortir. Els amics de Johnson van patrocinar la Convenció de la Unió Nacional l'agost de 1866 a Filadèlfia com a intent de mantenir una coalició que li donés suport. La idea era ajuntar republicans moderats i conservadors, així com alguns demòcrates i organitzar una coalició invencible liderada pel president Johnson i les seves polítiques de reconstrucció.
A la tardor de 1866 Johnson va començar una sèrie de conferències per tot el país abans de les eleccions al Congrés de 1866 per intentar recollir suport per les seves polítiques. Però va ser fortament ridiculitzat i no va ser efectiu, ja que molts dels seus rivals van ser elegits. El president del Comitè Nacional Republicà va perdre el prestigi amb els altres republicans per la seva participació en la convenció. El moviment de la Unió Nacional cada vegada era més una nova forma del Partit Demòcrata a mesura que els republicans el deixaven i tornaven al seu partit original durant la tardor.
L'últim congressista que representava el Partit de la Unió Nacional va esborrar-se'n el març de 1867. Andrew Johnson va rebre una recusació ("impeachment") de la Cambra de Representants el 1868, i se'n va sortir al Senat per un sol vot. Quan va acabar l'únic mandat de Johnson com a president, es va acabar el Partit de la Unió Nacional. La plataforma adoptada a la Convenció Nacional Republicana de 1868 va repudiar amb fermesa el president Johnson, mentre que la plataforma adoptada per la Convenció Nacional Demòcrata li donava les gràcies, però no el va nominar.
Els historiadors consideren la coalició reunida el 1864 per la Unió Nacional com a part de la línia del Partit Republicà.